# Festival des 3 Continents 1988
Le Festival des 3 Continents 1988, 10e édition du festival, s'est déroulé du 15 novembre au 22 novembre 1988.

## Déroulement et faits marquants
Outre la compétition, la 10e édition du festival propose des hommages aux réalisateurs et aux acteurs.

## Jury
- Alexandre Trauner : décorateur français
- Anne Andreu : productrice française
- Patrick Binet : distributeur français
- Giulia Boschi : actrice italienne
- James B. Harris : réalisateur américain
- Jeanloup Sieff : photographe français
- Rüdiger Vogler : acteur allemand

## Sélection

### En compétition
| Titre                          | Réalisation             | Pays         |
| ------------------------------ | ----------------------- | ------------ |
| Imagen latente                 | Pablo Perelman          | Chili        |
| L'amour fait mal               | Wu Jianxin et Nie Xinru | Chine        |
| L'homme aux trois cercueils    | Lee Jang-ho             | Corée du Sud |
| Jour doux... jour amer         | Khairy Beshara          | Égypte       |
| Rouge                          | Stanley Kwan            | Hong Kong    |
| L'histoire de Tabara           | Girish Kasaravalli      | Inde         |
| Ce qui importe c’est de vivre  | Luis Alcoriza           | Mexique      |
| La Gueule du loup              | Francisco José Lombardi | Pérou        |
| Une lettre écrite sur le sable | Sumitra Peries          | Sri Lanka    |
| Butterfly and Flowers          | Euthana Mukdasanit      | Thaïlande    |
| La Trace                       | Néjia Ben Mabrouk       | Tunisie      |

### Autres programmations
- Hommages aux réalisateurs et aux acteurs

## Palmarès
- Montgolfière d'or : Rouge de Stanley Kwan[1]
- Prix spécial du jury : Imagen latente de Pablo Perelman
- Mentions spéciales :
  - L'amour fait mal de Wu Jianxin et Nie Xinru
  - Jour doux... jour amer de Khairy Beshara
  - La Trace de Néjia Ben Mabrouk